# Серра (Томар)
Серра (порт. Serra) — район (фрегезия) в Португалии, входит в округ Сантарен. Является составной частью муниципалитета Томар. По старому административному делению входил в провинцию Рибатежу. Входит в экономико-статистический субрегион Медиу-Тежу, который входит в Центральный регион. Население составляет 1299 человек на 2001 год. Занимает площадь 33,52 км².
Покровителем района считается Дева Мария (порт. Nossa Senhora da Luz).